# Église Sainte-Catherine-de Sienne de Naples
 (juillet 2020).
L'église Sainte-Catherine-de-Sienne est une église catholique de Naples qui dépend de l'archidiocèse de Naples. Elle est d'architecture baroque et dédiée à sainte Catherine de Sienne. Elle donne corso Vittorio Emanuele.

## Histoire
L'église Sainte-Catherine-de-Sienne a été érigée au XVIe siècle par don Juan d'Autriche, vainqueur de la bataille de Lépante contre les Turcs. Elle est agrégée ensuite à l'hôpital San Giacomo. En 1613, elle est vendue par les gouverneurs pour être administrée par l'ordre des frères prêcheurs qui fondent en 1615 un couvent de tertiaires dominicaines à côté. L'ensemble subit des modifications au XVIIIe siècle et surtout en 1766, lorsque Mario Gioffredo reconstruit le pronaos dont le plafond est peint par Vincenzo Diano et représente La Glorification de l'Église (1784).
Aujourd'hui l'archidiocèse en a fait le siège de l'association de musique ancienne,  Fondazione Pietà de'Turchini de même que l'église San Rocco alla Riviera di Chiaia. Le culte n'y est donc plus rendu, l'église servant à des concerts de musique composée entre le XVIe siècle et le XVIIIe siècle.

## Description
L'édifice se présente avec une nef unique et quatre chapelles de chaque côté et une abside semi-circulaire. Le pavement est de cotto (briques d'argile) et de majolique, œuvre d'Ignazio Chiaiese en 1760.
Les fresques de la voûte sont de Mario Gioffredo et de Fedele Fischetti qui peint une Gloire de sainte Catherine au plafond de la nef. Ce dernier peint aussi un Dieu le Père et les Évangélistes à la tribune et dans les lunettes au-dessus des autels les Vertus cardinales et les Vertus théologales, ainsi que la fresque de la troisième chapelle à droite. Fischetti est aussi l'auteur de deux tableaux de la première chapelle à gauche: La Sainte Vierge, Marie-Madeleine et sainte Catherine tenant la toile du tableau du miracle de Soriano et un Noli me tangere. Gioffredo est également l'auteur du maître-autel qui témoigne de ses tendances classiques selon Anthony Blunt. Il est décoré d'un tableau de Lorenzo de Caro, représentant Le Mariage mystique de sainte Catherine. Les autres autels possèdent des œuvres de Francesco de Mura (Notre-Dame du Rosaire deuxième chapelle à gauche ; Saint Augustin première chapelle à droite), Luca Giordano, Giacinto Diano (Calvaire datant de 1782, deuxième chapelle à droite) et Paolo de Matteis. On remarque aussi des toiles de l'école de Belisario Corenzio, comme celle figurant Sainte Catherine de Sienne et celle figurant Saint Jacques.

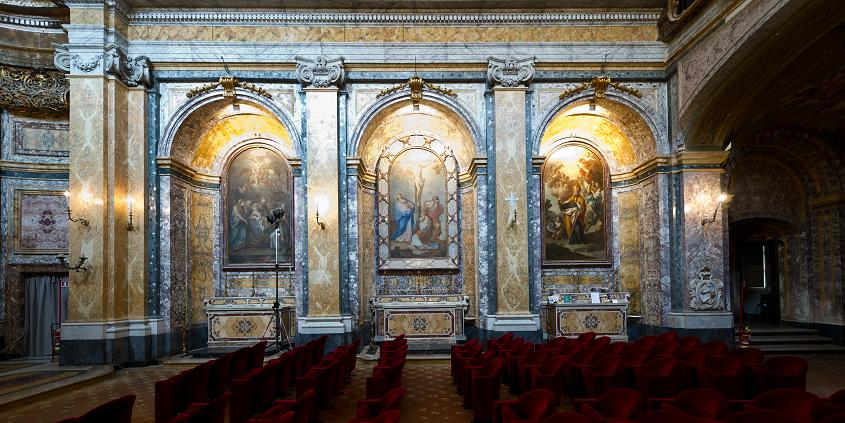
Détail du côté droit.
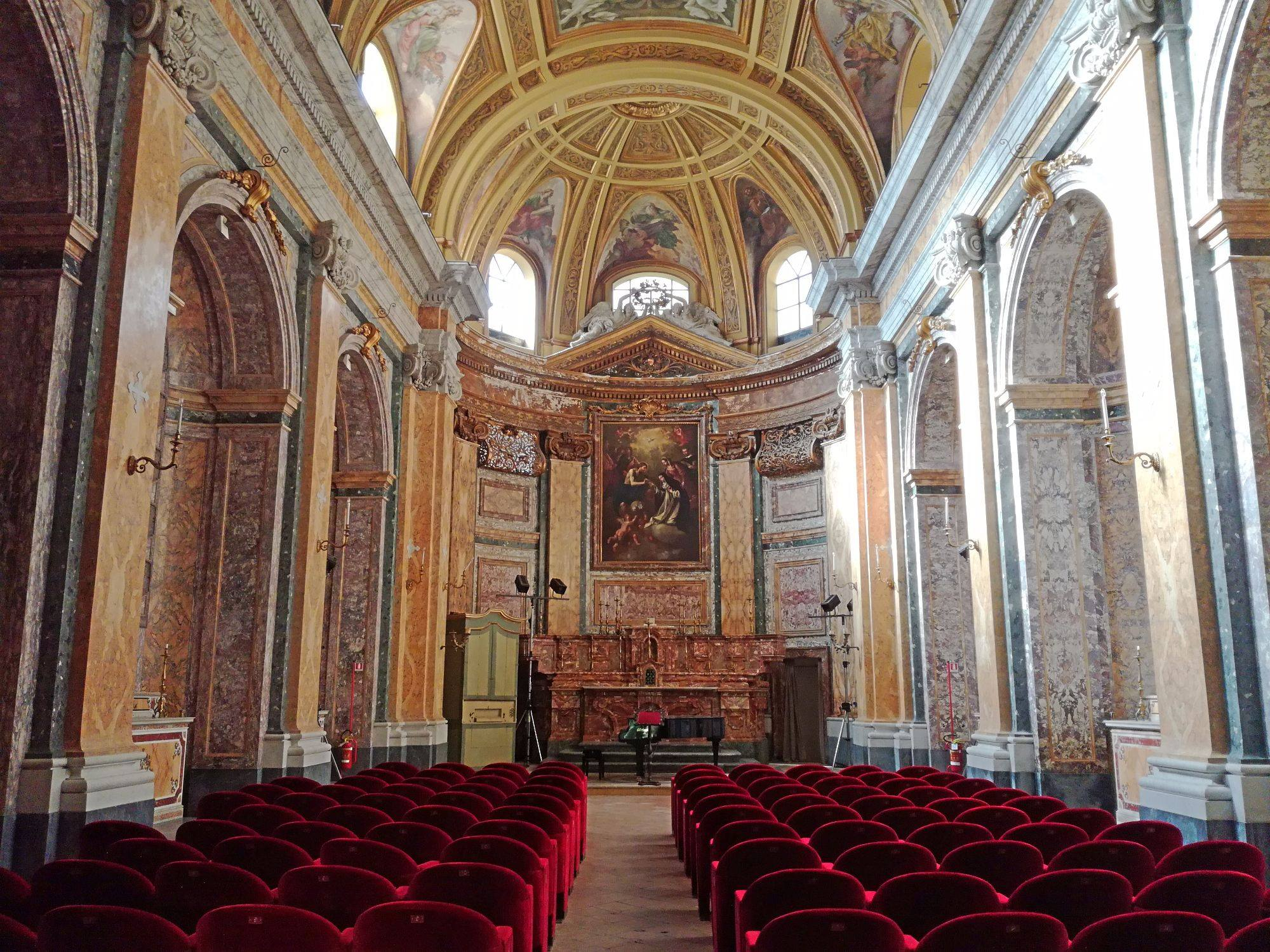
Vue du maître-autel.